# Subantarctische grote jager
De subantarctische grote jager (Stercorarius antarcticus) is een vogel uit de familie Stercorariidae.

## Kenmerken
De subantarctische grote jager heeft een bruine kop met gelige strepen op hun nekveren. De bovenzijde is donkerbruin. De onderzijde eveneens, maar iets grijzer. De vleugels zijn zwartbruin met witte vlekken. De staart is donkerbruin, de snavel en poten zwartgrijs. Dit is voor beide geslachten gelijk. De lichaamslengte bedraagt 52 tot 64 cm, het gewicht 1 tot 2 kg en de spanwijdte 120 tot 160 cm.

## Leefwijze
Hun voedsel bestaat uit zeedieren, pinguïneieren en –kuikens en aas, maar ook scheepsafval is welkom. Het zijn rovers, die het vooral hebben voorzien op jonge vogels en eieren. Ook vertonen ze piratengedrag, dat zich uit in het achtervolgen van aalscholvers en sterns, die ze bij hun vleugels of staart grijpen en ze dwingen hun voedselvangst te laten vallen. Ook in pinguïnkolonies zijn ze niet welkom vanwege hun roofgedrag. Kleine kuikens worden ter plaatse opgegeten.

## Voortplanting
Jagers nestelen niet, ze leggen hun eieren gewoon op de grond en verdedigen het fel tegen indringers. Einde oktober, begin november strijken ze neer in hun broedplaatsen. Het vrouwtje legt tussen einde november en begin januari twee eieren, die gedurende 30 dagen bebroed worden. Vanaf einde maart zijn de jonge vogels zelfstandig.

## Verspreiding en leefgebied
Deze soort komt voor rondom het ganse Antarctische continent. Broeden doen ze voornamelijk in sub-Antarctisch gebied, maar ook op het Antarctisch Schiereiland tot 65° zuiderbreedte.
De soort telt drie ondersoorten:
- S. a. antarcticus: de Falklandeilanden en zuidoostelijk Argentinië.
- S. a. hamiltoni: Tristan da Cunha en Gougheiland.
- S. a. lonnbergi: Antarctisch Schiereiland en subantarctische eilanden.

## Status
De grootte van de populatie is in 1996 geschat op 26-28 duizend volwassen vogels. Op de Rode lijst van de IUCN heeft deze soort de status niet bedreigd.